# Шеримкулов Медеткан Шеримкулович
Медеткан Шеримкулович Шеримкулов (17 листопада 1939, село Чапаєво, тепер село Джангарач Сокулуцького району Чуйської області, Киргизстан) — киргизький радянський діяч, секретар ЦК КП Киргизії, голова Верховної ради Киргизької Республіки, дипломат. Депутат Верховної ради Киргизької РСР 11—12-го скликань. Кандидат філософських наук, доктор політичних наук (1999).

## Життєпис
Трудову діяльність розпочав у 1957 році столяром-червонодеревником на підприємствах міста Фрунзе Киргизької СРСР. Потім служив у Радянській армії.
Член КПРС з 1962 до 1991 року.
У 1967 році закінчив Киргизький державний університет. У 1970 році закінчив аспірантуру філософського факультету Московського державного університету імені Ломоносова.
З 1970 до 1971 року працював викладачем кафедри наукового комунізму Киргизького державного університету.
У 1971—1973 роках — інструктор відділу науки та навчальних закладів ЦК КП Киргизії.
У 1973—1976 роках — секретар партійного комітету Киргизького державного університету Киргизької РСР.
У 1976—1980 роках — секретар Іссик-Кульського обласного комітету КП Киргизії.
У 1980—1985 роках — завідувач відділу пропаганди та агітації ЦК КП Киргизії.
У 1985—1986 роках — ректор Киргизького державного інституту фізичної культури в місті Фрунзе.
У 1986—1987 роках — голова Комісії партійного контролю при ЦК КП Киргизії.
4 грудня 1987 — 6 квітня 1991 року — секретар ЦК КП Киргизії з питань ідеології.
11 грудня 1990 — 13 вересня 1994 року — голова Верховної ради Киргизької РСР (Республіки Киргизстан).
З 1995 року — в.о. професора політології Киргизького національного університету, професор Навчального центру стратегічних досліджень, державної служби та політичних наук Киргизького національного університету.
У 1995 році був одним із кандидатів на президентських виборах Киргизстану.
2 листопада 1998 — 15 липня 2002 року — надзвичайний та повноважний посол Республіки Киргизстан у Турецькій Республіці.
У 1999 році в місті Алмати (Казахстан) захистив докторську дисертацію «Становлення і розвиток парламентаризму в Киргизстані».
8 червня 2007 — 24 грудня 2012 року — надзвичайний та повноважний посол Республіки Киргизстан в Ісламській Республіці Іран. 
Член та засновник партії «Улу-Жуурт» з травня 2019 року.
Потім — професор кафедри політології Киргизького національного університету імені Баласагина.

## Родина
Одружений, троє дітей.

## Нагороди та звання
- Герой Киргизької Республіки (1.09.2022)
- орден Дружби народів (СРСР)
- орден «Манас» ll ст. (Киргизстан) (2009)
- орден «Достик» ll ст. (Казахстан) (14.12.2022)
- орден «Співдружність» (СНД) (25.03.2002)
- Медаль «Міжпарламентська асамблея СНД. 25 років» (27.03.2017)
- медалі